# Thelyconychia vidua
Thelyconychia vidua là một loài ruồi trong họ Tachinidae.